# Академічне веслування на літніх Олімпійських іграх 2024 — парні двійки (жінки)
Змагання з академічного веслування в парних двійках серед жінок на літніх Олімпійських іграх 2024 року тривають з 27 липня до 1 серпня 2024 на Національному олімпійському морському стадіоні Іль-де-Франс у Вер-сюр-Марні. Змагаються 26 веслувальниць (13 двійок) з 13 країн.

## Розклад
Змагання тривають шість днів. 
Вказано центральноєвропейський літній час (UTC+2)
| Дата                    | Час   | Раунд             |
| ----------------------- | ----- | ----------------- |
| Субота, 27 липня 2024   | 12:00 | Попередні запливи |
| Неділя, 28 липня 2024   | 10:10 | Втішні запливи    |
| Вівторок, 30 липня 2024 | 10:50 | Півфінали A/B     |
| Четвер, 1 серпня 2024   | 10:30 | Фінал B           |
| Четвер, 1 серпня 2024   | 11:18 | Фінал A           |

## Підсумки

### Попередні запливи
Перші три човни з кожного запливу кваліфікувалися до півфіналів, а решта - потрапили до втішного запливу.

#### Заплив 1
| Місце | Доріжка | Веслувальниці                       | Країна                | Час     | Нотатки |
| ----- | ------- | ----------------------------------- | --------------------- | ------- | ------- |
| 1     | 2       | Брук Френсіс Люсі Спурс             | Нова Зеландія (NZL)   | 6:51.68 | Q       |
| 2     | 5       | Матілда Годжкінс-Берн Ребекка Вайлд | Велика Британія (GBR) | 6:52.31 | Q       |
| 3     | 4       | Софія Вітас Крісті Ваґнер           | США (USA)             | 6:56.47 | Q       |
| 4     | 1       | Ліса Схенард Мартіне Велдейс        | Нідерланди (NED)      | 6:58.65 | В       |
| 5     | 3       | Клара Гуерра Стефанія Гоббі         | Італія (ITA)          | 7:15.51 | В       |

#### Заплив 2
| Місце | Доріжка | Веслувальниці                     | Країна          | Час     | Нотатки |
| ----- | ------- | --------------------------------- | --------------- | ------- | ------- |
| 1     | 3       | Елоді Равера Емма Люнатті         | Франція (FRA)   | 6:48.89 | Q       |
| 2     | 2       | Аманда Бейтмен Гаррієт Гадсон     | Австралія (AUS) | 6:49.21 | Q       |
| 3     | 1       | Зої Гайд Елісон Берґін            | Ірландія (IRL)  | 6:52.61 | Q       |
| 4     | 4       | Доната Віштартайте Довіле Рімкуте | Литва (LTU)     | 6:59.62 | В       |

#### Заплив 3
| Місце | Доріжка | Веслувальниці                       | Країна         | Час      | Нотатки |   |
| ----- | ------- | ----------------------------------- | -------------- | -------- | ------- | - |
| 1     | 3       | Ніколета-Анкуца Боднар Сімона Радіш | Румунія (ROU)  | 6:48.49  | Q       |   |
| 2     | 4       | Анна Шантручкова Ленка Лукшова      | Чехія (CZE)    | літніх}} | 6:55.16 | Q |
| 3     | 1       | Шень Шуанмей Лю Шиюй                | Китай (CHN)    | 6:58.85  | Q       |   |
| 4     | 2       | Теа Гельсет Інґер Кавлі             | Норвегія (NOR) | 7:00.78  | В       |   |

### Втішний заплив
Перші три двійки з запливу виходять до півфіналу, четвертий - вибуває.

#### Втішний заплив 1
| Місце | Доріжка | Веслувальниці                     | Країна           | Час     | Нотатки |
| ----- | ------- | --------------------------------- | ---------------- | ------- | ------- |
| 1     | 2       | Ліса Схенард Мартіне Велдейс      | Нідерланди (NED) | 7:08.42 | Q       |
| 2     | 3       | Теа Гельсет Інґер Кавлі           | Норвегія (NOR)   | 7:10.39 | Q       |
| 3     | 4       | Клара Гуерра Стефанія Гоббі       | Італія (ITA)     | 7:10.41 | Q       |
| 4     | 1       | Доната Віштартайте Довіле Рімкуте | Литва (LTU)      | 7:15.00 |         |

### Півфінали
Перші троє човнів з кожного запливу виходять до фіналу A, решта - до фіналу B 

#### Півфінал A/B 1
| Місце | Доріжка | Веслувальниці                  | Країна              | Час | Нотатки |
| ----- | ------- | ------------------------------ | ------------------- | --- | ------- |
|       | 1       | Ліса Схенард Мартіне Велдейс   | Нідерланди (NED)    |     | FA      |
|       | 2       | Анна Шантручкова Ленка Лукшова | Чехія (CZE)         |     | FA      |
|       | 3       | Брук Френсіс Люсі Спурс        | Нова Зеландія (NZL) |     | FA      |
|       | 4       | Елоді Равера Емма Люнатті      | Франція (FRA)       |     | FB      |
|       | 5       | Зої Гайд Елісон Берґін         | Ірландія (IRL)      |     | FB      |
|       | 6       | Клара Гуерра Стефанія Гоббі    | Італія (ITA)        |     | FB      |

#### Півфінал A/B 2
| Місце | Доріжка | Веслувальниці                       | Країна                | Час | Нотатки |
| ----- | ------- | ----------------------------------- | --------------------- | --- | ------- |
|       | 1       | Теа Гельсет Інґер Кавлі             | Норвегія (NOR)        |     | FA      |
|       | 2       | Софія Вітас Крісті Ваґнер           | США (USA)             |     | FA      |
|       | 3       | Аманда Бейтмен Гаррієт Гадсон       | Австралія (AUS)       |     | FA      |
|       | 4       | Ніколета-Анкуца Боднар Сімона Радіш | Румунія (ROU)         |     | FB      |
|       | 5       | Матілда Годжкінс-Берн Ребекка Вайлд | Велика Британія (GBR) |     | FB      |
|       | 6       | Шень Шуанмей Лю Шиюй                | Китай (CHN)           |     | FB      |

### Фінальна частина

#### Фінал B
| Місце | Доріжка | Веслувальник                   | Країна          | Час     |
| ----- | ------- | ------------------------------ | --------------- | ------- |
| 7     | 4       | Аманда Бейтмен Гаррієт Гадсон  | Австралія (AUS) | 6:47.66 |
| 8     | 3       | Анна Шантручкова Ленка Лукшова | Чехія (CZE)     | 6:49.92 |
| 9     | 5       | Софія Вітас Kristi Wagner      | США (USA)       | 6:50.74 |
| 10    | 2       | Зої Гайд Елісон Берґін         | Ірландія (IRL)  | 6:55.62 |
| 11    | 1       | Клара Гуерра Стефанія Гоббі    | Італія (ITA)    | 6:56.87 |
| 12    | 6       | Шень Шуанмей Лю Шиюй           | Китай (CHN)     | 7:00.71 |

#### Фінал A
| Місце | Доріжка | Веслувальник                        | Країна                | Час     |
| ----- | ------- | ----------------------------------- | --------------------- | ------- |
| 1     | 3       | Брук Френсіс Люсі Спурс             | Нова Зеландія (NZL)   | 6:50.45 |
| 2     | 4       | Ніколета-Анкуца Боднар Сімона Радіш | Румунія (ROU)         | 6:50.69 |
| 3     | 2       | Матілда Годжкінс-Берн Ребекка Вайлд | Велика Британія (GBR) | 6:53.22 |
| 4     | 5       | Ліса Схенард Мартіне Велдейс        | Нідерланди (NED)      | 6:54.24 |
| 5     | 6       | Елоді Равера Емма Люнатті           | Франція (FRA)         | 6:57.35 |
| 6     | 1       | Теа Гельсет Інґер Кавлі             | Норвегія (NOR)        | 6:58.41 |